# Saint-Bertrand-de-Comminges
Saint-Bertrand-de-Comminges (okcitansko Sent Bertran de Comenge) je naselje in občina v francoskem departmaju Haute-Garonne regije Jug-Pireneji. Leta 2008 je naselje imelo 257 prebivalcev.

## Geografija
Kraj leži v pokrajini Comminges 18 km jugozahodno od Saint-Gaudensa.

## Uprava
Občina Saint-Bertrand-de-Comminges skupaj s sosednjimi občinami Antichan-de-Frontignes, Ardiège, Bagiry, Barbazan, Cier-de-Rivière, Frontignan-de-Comminges, Galié, Génos, Gourdan-Polignan, Huos, Labroquère, Lourde, Luscan, Malvezie, Martres-de-Rivière, Mont-de-Galié, Ore, Payssous, Pointis-de-Rivière, Saint-Pé-d'Ardet, Sauveterre-de-Comminges, Seilhan, Valcabrère sestavlja kanton Barbazan; slednji se nahaja v okrožju Saint-Gaudens.

## Zgodovina
Na ozemlju sedanjega Saint-Bertranda je bila leta 72 pred našim štetjem ustanovljena rimska naselbina Lugdunum Convenarum, v svojih najboljših časih je imela okoli 30.000 prebivalcev. Leta 408 so mesto oplenili Vandali, po letu 585, ko so ga porušili do tal Burgundi, pa je bilo opuščeno.
Leta 1083 je vitez toulouških grofov Bertrand de l'Isle-Jourdain bil postavljen za škofa Commingesa in na tem ozemlju odredil izgradnjo katedrale in samostana, okoli katerega je zraslo manjše naselje. Po kanonizaciji Bertranda v 13. stoletju je postalo romarska postaja na poti Chemin du Piémont v Santiago de Compostelo in se poimenovalo v Saint-Bernard-de-Comminges (lat. Convenae., tj. "tisti, ki so prišli skupaj" v novi Lugdunum Convenarum).

## Zanimivosti
- romansko-gotsko-renesančna katedrala Matere Božje iz 12. do 16. stoletja, sedež nekdanje škofije, ukinjene s konkordatom 1801, ko je bilo njeno ozemlje priključeno škofiji v Toulousu, od leta 1998 kot del romarskih poti na Unescovem seznamu svetovne kulturne dediščine,
- ostanki antične naselbine,
- ostanki starokrščanske bazilike,
- nekdanji samostan olivetancev, danes kulturno turistično središče,